# هوغو بابلو سنتوريون
هوغو بابلو سنتوريون (بالإسبانية: Hugo Pablo Centurión) هو لاعب كرة قدم أرجنتيني في مركز الوسط، ولد في 2 سبتمبر 1974 في الدورادو في الأرجنتين. لعب مع نادي سول دي أميريكا.